# Schechingen
Schechingen es un municipio de Baden-Wurtemberg (Alemania), situado en el distrito de Stuttgart. Allí nació el historiador de la Antigua Roma Joseph Vogt.